# Esperanza Collado
Esperanza Collado Sánchez (Valencia, 1976) es una artista, curadora independiente, editora, programadora y profesora universitaria española.

## Biografía
Collado es doctora en Artes visuales por la Universidad de Castilla-La Mancha (UCLM). Profesora del Departamento de Medios y Artes Creativas en la Escuela de Artes del Dublin Business School, el centro de educación superior privado más grande de Irlanda, y desde 2013 en cursos superiores en Artea, proyecto de la Facultad de Bellas Artes de la UCLM en colaboración con el Museo Nacional Centro de Arte Reina Sofía. Es también editora del fanzine Spectrum, artista asociada al colectivo FemLink, Micromuseum (Nueva York) y el comité de programación Darklight Film Festival (Dublín). Cuando se encuentra en España reside en León.
Su actividad se desarrolla, además de en la docencia y la edición, en el comisariado, la crítica y el ensayo. Collado es autora de Paracinema: la desmaterialización del cine en las prácticas artísticas (Premio Escritos Sobre Arte 2011) y es cofundadora de Experimental Film Club en Dublín, donde programa regularmente. Su trabajo artístico reúne aspectos esculturales, sónicos y gaseosos del cine, y se circunscribe dentro de su investigación alrededor de la idea de paracinema (o la posibilidad de expresar aspectos propios del cine fuera de su medio), la arquitectura de la luz proyectada y su relación con el cuerpo, el corte y el acto de lectura. Desde 2011 trabaja con el artista y crítico irlandés Maximilian Le Cain en el proyecto Operation Rewrite produciendo películas, instalaciones, performances y video. Creó el encuentro artístico hispano-irlandés Márgenes: experimento y praxis (Thisisnotashop Gallery, espacio público, National Gallery de Irlanda) (Dublín en 2008 y Madrid en 2009). Su trabajo curatorial, artístico e investigador ha sido becado por el Museo Artium, Culture Ireland, The Irish Arts Council, Museo de Arte Contemporáneo de Castilla y León (MUSAC), Fundación Arte y Derecho y otras entidades, y se ha mostrado en Tactical Art, The Guesthouse y Cork Film Centre Gallery en Cork (Irlanda), Anthology Film Archives y X-Initiative en Nueva York, Close-Up Film Centre en Londres, Director's Lounge en Berlín, En El cine rev[b]elado proyecto comisariado por Playtime Audiovisuales en el Centro de Arte Dos de Mayo en Móstoles (Madrid), LABoral Centro de Arte y Creación Industrial en Gijón y Centro de Cultura Contemporánea de Barcelona en España, entre otros.